# Biblioteca Rafael Vilà i Barnils
La Biblioteca Rafael Vilà i Barnils és la biblioteca pública d'Arbúcies (Girona), situada a Can Cornet. Va obrir les portes el 1968 al carrer Camprodón, fins que el 1999 es traslladà a l'edifici de Can Cornet. L'inici de les obres per traslladar-la al pavelló vell municipal estaven previstes el setembre de 2024.

## Història
Obrí les portes el 28 de juliol de 1968 sota la tutela de “La Caixa". Aleshores s'ubicà al centre la vila, al carrer Camprodon, 22, i comptà amb un fons de 1.186 llibres, una part considerable dels quals contenien informació d'àmbit local i sobre el Parc Natural del Montseny. Els primers anys només funcionava com a sala de lectura, però el 1972 començà a oferir el servei de préstec. La primera responsable fou Anna Maria Casanova i Masferrer. La biblioteca fou un espai obert a conferències, tallers i cursos, i se cedia a grups i associacions arbucienques per dur-hi a terme activitats socials i culturals.
Trenta anys després de la seva inauguració, el 1999, la gestió del local passà a mans de l'Ajuntament d'Arbúcies. El fons, ja conformat per 14.500 volums, fou traslladat al cèntric edifici de Can Cornet de manera provisional fins al dia d'avui. El nom oficial del servei ret homenatge al poeta i escriptor local Rafael Vilà i Barnils. Actualment, disposa d'uns 20.000 documents (entre llibres, revistes, CD's i DVD's) i resta a l'espera d'una nova ubicació en un nou espai diàfan, lluminós, sense barreres arquitectòniques i amb els metres adequats per oferir un servei de qualitat a la població. A partir del 2015 es va fer un projecte perquè s'escalfés amb una instal·lació de biomassa.
L'any 2018 la biblioteca va celebrar el 50è aniversari amb múltiples activitats adreçades a tots els públics i en col·laboració amb entitats del poble com ara l'Institut Montsoriu o les dues escoles de primària. En aquest moment la biblioteca comptava amb un fons de 18.000 llibres, 3.000 revistes i 3.600 audiovisuals i sonors. Comptava amb un fons específic de documents vinculats a la memòria històrica, tant de ficció com de no-ficció. També tenia un fons de col·lecció local que inclou materials diversos relacionats amb la història d'Arbúcies i el patrimoni natural de la zona del Montseny, i un fons específic dedicat a la memòria històrica. Organitzava tres clubs de lectura mensualsa, suport logístic al club de lectura de la Llar dels jubilats i al Consorci per a la Normalització Lingüística, així com l'”Hora del conte” mensual per als més petits.